# Peter Düsterdieck
Hans-Peter Düsterdieck (* 15. August 1937 in Kiel; † 23. Juni 2013 in Hannover) war ein deutscher Bibliothekar.

## Leben und Wirken
Peter Düsterdieck studierte Geschichte, Anglistik und Politikwissenschaft, nach seinem Staatsexamen für den höheren Schuldienst 1967 promovierte er 1971 im Fach Geschichte an der Technischen Universität Braunschweig. Ein Jahr zuvor (1970) trat er als Bibliotheksreferendar an der Universitätsbibliothek Braunschweig in die Ausbildung für den höheren Bibliotheksdienst ein und legte die Fachprüfung hierfür 1972 am Bibliothekar-Lehrinstitut des Landes Nordrhein-Westfalen ab. Anschließend war er von 1972 bis zu seinem Eintritt in den Ruhestand 2000 als wissenschaftlicher Bibliothekar an der Universitätsbibliothek Braunschweig tätig, seit 1980 mit dem Dienstgrad eines Bibliotheksdirektors wurde er neben seinen Aufgaben als Fachreferent Leiter der dortigen Benutzungsabteilung und stellvertretender Direktor der UB Braunschweig.
Besonders bekannt geworden ist Düsterdieck vor allem durch sein zweibändiges Werk über die Kinder- und Jugendbuchsammlung von Karl Hobrecker, außerdem durch die Veröffentlichung der Matrikel der Vorgängereinrichtungen der Technischen Hochschule Braunschweig. Außerdem beschäftigte er sich mit der Familiengeschichtsforschung und betreute die „Familienkundliche Datenbank“ der Deutschen Arbeitsgemeinschaft genealogischer Verbände. 2012 wurde ihm auf dem Deutschen Genealogentag in Augsburg die Johann-Christoph-Gatterer-Medaille in Silber verliehen.

## Schriften
- Das Heerwesen im Königreich Hannover von 1820 bis 1866. Ein Beitrag zur Geschichte der hannoverschen Armee. Dissertation Universität Braunschweig 1971.
- Buchproduktion im 17. Jahrhundert. Eine Analyse der Meßkataloge für die Jahre 1637 und 1658. In: Archiv für Geschichte des Buchwesens, Bd. 14 (1974), S. 164–220.
- (Bearb.): Die Matrikel des Collegium Carolinum und der Technischen Hochschule Carolo Wilhelmina zu Braunschweig 1745–1900 (= Veröffentlichungen der Historischen Kommission für Niedersachsen und Bremen, Reihe 9, Bd. 5). Lax, Hildesheim 1983, ISBN 3-7848-2115-4.
- (Bearb.): Die Sammlung Hobrecker der Universitätsbibliothek Braunschweig. Katalog der Kinder- und Jugendliteratur 1565–1945. Zwei Bände. Saur, München 1985, ISBN 3-598-10559-2.
- (mit Michael Mahn u. Beate Nagel): Aus der Kinderbuchsammlung von Karl und Margarete Hobrecker. Eine Ausstellung der Universitätsbibliothek Braunschweig. Braunschweig 1986, ISBN 3-87884-031-4.
- Die Studenten des Collegium Carolinum 1745–1808. In: Peter Albrecht (Hrsg.): Technische Universität Braunschweig. Vom Collegium Carolinum zur Technischen Universität 1745–1995. Olms, Hildesheim 1995, S. 73–82, ISBN 3-487-09985-3.
- Münchhausen, Oeynhausen, Schramm & Co. Genealogie in Niedersachsen. Ausstellung der Gottfried Wilhelm Leibniz Bibliothek und des Niedersächsischen Landesvereins für Familienkunde anlässlich des 57. Deutschen Genealogentages in Hannover. In: Archiv für Familiengeschichtsforschung, Bd. 9 (2005), S. 219–231.